# Trunk Muzik 0-60
Trunk Muzik 0-60 — другий міні-альбом американського репера Yelawolf, виданий лейблами DGC Records та Interscope Records 22 листопада 2010 року.. Виконавчий продюсер: Кеван «KP» Претер. 5 пісень з релізу до цього з'явились на мікстейпі Trunk Muzik. «Get the Fuck Up!» увійшла до саундтреку відеогри Madden NFL 12.
За перший тиждень міні-альбом розійшовся накладом у 5 тис. Реліз посів 1-шу сходинку чарту Top Heatseekers, 16-те місце Top Rap Albums та 26-ту позицію Top R&B/Hip-Hop Albums. Станом на квітень 2012 тираж у США становив 109193 проданих копій.

## Список пісень
| #   | Назва                                      | Автор                                            | Продюсер(и)                                      | Тривалість |
| --- | ------------------------------------------ | ------------------------------------------------ | ------------------------------------------------ | ---------- |
| 1.  | «Get the Fuck Up!»                         | Майкл Ета, Джеймс Го, Вільям Вашингтон           | WillPower; Malay (співпрод.)                     | 3:04       |
| 2.  | «Daddy's Lambo»                            | Ета, Крістофер Пфафф, Кемерон Волес              | Drama Beats; Cameron Wallace (співпрод.)         | 3:48       |
| 3.  | «That's What We on Now»                    | Ета, Кеван Претер, Вашингтон                     | WillPower; Droop-E (співпрод.)                   | 4:42       |
| 4.  | «I Just Wanna Party» (з участю Gucci Mane) | Ета, Редрік Девіс, Претер, Вашингтон             | WillPower                                        | 5:12       |
| 5.  | «Billy Crystal» (з участю Rock City)       | Ета, Джеймс Шеффер, Тімоті Томас, Терон Томас    | Jim Jonsin; Jerry «Wonda» Duplessis (дод. прод.) | 4:00       |
| 6.  | «Pop the Trunk»                            | Ета, Вашингтон                                   | WillPower                                        | 3:48       |
| 7.  | «Box Chevy» (з участю Rittz)               | Ета, Джонні Маккаллом, Вашингтон                 | WillPower                                        | 4:53       |
| 8.  | «Good to Go» (з участю Bun B)              | Ета, Бернард Фрімен, Вашингтон, Джей Арксим Дейв | WillPower                                        | 3:38       |
| 9.  | «Marijuana»                                | Ета, Вашингтон                                   | WillPower                                        | 3:00       |
| 10. | «Love Is Not Enough»                       | Ета, Джеймс Джонсон-молодший, Вашингтон          | WillPower                                        | 3:44       |
| 11. | «I Wish» (з участю Raekwon)                | Ета, Го, Претер, Корі Вудс                       | Malay, Kawan «KP» Prather                        | 4:22       |
| 12. | «Trunk Muzik»                              | Ета, Вашингтон                                   | WillPower                                        | 3:41       |

Примітки
- «Love Is Not Enough» містить семпл з пісні «Hollywood» у вик. Ріка Джеймса та інтерполяцію пісні «Anythang» у вик. Devin the Dude.
- «Marijuana» містить семпл з пісні «Moist Vagina» у вик. Nirvana.